# Corneliu Ion
Corneliu Ion (ur. 27 czerwca 1951 w Fokszanach) – rumuński strzelec sportowy specjalizujący się w pistolecie szybkostrzelnym. Złoty i srebrny medalista olimpijski, czterokrotny uczestnik letnich igrzysk olimpijskich (Montreal, Moskwa, Los Angeles, Seul), wielokrotny medalista mistrzostw świata i Europy.

## Kariera
W 1974 roku otrzymał srebrny medal mistrzostw świata w konkurencji pistolet pneumatyczny 10 m, w finale uzyskał on wynik 387 punktów. Był to zarazem największy w karierze sukces Rumuna w tejże konkurencji. Na tym samym czempionacie otrzymał również brązowy medal w drużynowej konkurencji strzelania z pistoletu szybkostrzelnego z 25 m. Rok później został wicemistrzem Europy, w konkurencji strzelania z pistoletu szybkostrzelnego. Uczestniczył w igrzyskach olimpijskich w Montrealu, gdzie w swej specjalności zajął 5. pozycję z wynikiem 595 punktów. W 1977 zdobył drugi z czterech medali strzeleckich mistrzostw Europy, to złoty krążek na mistrzostwach w Bukareszcie.
W 1980 został mistrzem olimpijskim w konkurencji strzelania z pistoletu szybkostrzelnego z 25 m. W finale uzyskał rezultat 596 punktów (najlepszy w tabeli wyników), ten sam co Jürgen Wiefel i Gerhard Petritsch, jednak w dogrywce uzyskał 148+147+148 punktów, co przesądziło o kolejności w tabeli wyników. W 1981 i 1985 roku otrzymał tytuły odpowiednio wicemistrza i mistrza Europy (w konkurencji pistolet szybkostrzelny 25 m). Z kolei w 1982 został po raz drugi wicemistrzem świata, tym razem w konkurencji strzelania z pistoletu z 25 m w drużynie.
Na igrzyskach olimpijskich rozgrywanych w Los Angeles osiągnął w finale wynik 593 punktów i otrzymał srebrny medal. Po pierwszym dniu rozgrywek prowadził wprawdzie z wynikiem 299 punktów, ale drugiego dnia łącznym rezultatem przegrał z Japończykiem Takeo Kamachim. Na igrzyskach w Los Angeles był również chorążym swojej reprezentacji. W Seulu, również podczas igrzysk olimpijskich, uzyskał w swej konkurencji wynik 588 punktów i zajął 18. pozycję w tabeli wyników.